# G.-Raymond Laliberté
Pour les articles homonymes, voir Laliberté.
Gérard-Raymond Laliberté, plus connu sous le nom de G.-Raymond Laliberté ou Raymond Laliberté (1936 - 8 juin 2008 à Québec) est un enseignant, syndicaliste, homme politique et professeur québécois.

## Biographie
G.-Raymond Laliberté étudie la pédagogie à l'Université de Montréal. En 1955, il commence une carrière d'enseignant à Verdun au primaire et au secondaire.
En 1962, il entre comme conseiller pédagogique à la Corporation générale des instituteurs et institutrices catholiques de la province de Québec (CIC).
Lors de l'élection fédérale canadienne de 1963, il est candidat du Nouveau Parti démocratique (NPD) dans la circonscription électorale de Québec—Montmorency et arrive en quatrième place avec 5,29% des votes
En 1965, Laliberté devient le président de la Corporation des instituteurs et institutrices catholiques de la province de Québec (CIC), succédant à Léopold Garant. Durant son mandat, en 1967, la CIC est déconfessionalisée et prend le nom de Corporation des enseignants du Québec (CEQ). Yvon Charbonneau lui succède en 1970 comme président de la CEQ.
Le 21 février 1971, il est élu président du Nouveau Parti démocratique du Québec (NPDQ) lors d'un congrès à Montréal. Lors de l'élection fédérale canadienne de 1974, il est candidat du NPD dans la circonscription électorale de Québec-Est et arrive en quatrième place avec 7,82% des votes. Il quitte la présidence du NPDQ en 1974.
Il entreprend des études de science politique à l'Université Laval et obtient une maîtrise puis, en 1981, un Ph.D.
En 1973, il commence une carrière à la faculté des sciences de l'éducation de l'Université Laval et y est professeur jusqu'à sa retraite.
À la fin des années 1970 et dans les années 1980, il participe avec d'autres intellectuels à la création du Mouvement socialiste, un petit parti politique, dont il est vice-président.

## Publications
Raymond Laliberté est l'auteur d'une thèse de doctorat en science politique, de chapitres de livres, d'articles parus dans diverses revues savantes (Recherches sociographiques, Revue de l'Association canadienne d'éducation de langue française, etc.), de même que de quelques ouvrages :
- Étude de projets éducatifs québécois, Sainte-Foy, Université Laval, 1987, 2 vol.
- Les divers cheminements de formation de la relève agricole francophone du Québec, Sainte-Foy, Université Laval, 1987, 444 p. (avec Odette Filteau et al.)
- Une société secrète : l'Ordre de Jacques Cartier, Montréal, Hurtubise HMH, 1983, 395 p.
- La culture politique du Conseil de la coopération du Québec, Sherbrooke, Université de Sherbrooke, 1973, 482 p.